# Žalud (penis)
Žalud (latinsky: glans penis) je součástí mužského pohlavního orgánu, penisu. Jeho součástí je vývod močové trubice, kudy se z těla rovněž dostává ejakulát. Jeho povrch je výstelka prostoupená mnoha nervovými zakončeními a obsahující malé množství keratinu, jenž zajišťuje ochranu proti vnějším vlivům; proto je tato tkáň snadno prostupná pro zdroje nákazy včetně např. viru HIV.
Velikost žaludu se mění podle stavu penisu; pokud je penis v dané chvíli ztopořený, je větší i žalud. Žalud může při erekci dostávat i mírně nafialovělou barvu. U muže, který nepodstoupil obřízku, bývá žalud překryt předkožkou. Je to mužská erotogenní zóna. Slouží také ke snazšímu průniku do ženské pochvy.